# Aeropuerto Gobernador Gordillo
Aeropuerto Gobernador Gordillo (OACI: SACT) aeropuerto argentino que da servicio a la ciudad de Chamical, La Rioja, Argentina. Es sede de la Base Aérea Militar Chamical de la Fuerza Aérea Argentina.